# Evacuate the Dancefloor (album)
Evacuate the Dancefloor è il terzo album del gruppo musicale eurodance tedesco Cascada, pubblicato il 3 luglio 2009 in Irlanda e successivamente su scala internazionale dall'etichetta discografica Zooland. Il disco è stato anticipato una settimana prima dal singolo Evacuate the Dancefloor.
L'album ha segnato un cambio nello stile musicale del gruppo, passato dalle sonorità prettamente eurodance all'influenza dell'elettropop.

## Tracce
CD (Zeitgeist 06025 2711879 (UMG) / EAN 0602527118796)
1. Evacuate the Dancefloor – 3:27 (Yanou, DJ Manian, Allan Eshuijs)
2. Hold On – 2:58 (Mary S. Applegate, Hague Schmitz, Billy Myer)
3. Everytime I Hear Your Name – 3:14 (Yanou, DJ Manian, J. Kinnear)
4. Ready or Not – 3:01 (Yanou, DJ Manian, Alan Eshuijs)
5. Fever – 3:20 (Yanou, DJ Manian, Andres Ballinas)
6. Hold Your Hands Up – 3:45 (Yanou, Alistair Griffin, DJ Manian, Benjamin Francis Leftwich)
7. Breathless – 3:11 (Yanou, DJ Manian, A.White)
8. Dangerous – 3:00 (Yanou, Tony Cornelissen, DJ Manian)
9. Why You Had to Leave – 3:38 (Yanou, DJ Manian, J. Kinnear, R. Millender)
10. What About Me – 3:13 (Yanou, DJ Manian, Alan Eshuijs)
11. Draw the Line – 3:55 (Yanou, Tony Cornelissen, DJ Manian)

Durata totale: 36:42

## Classifiche
| Classifiche (2009) | Posizione raggiunta |
| ------------------ | ------------------- |
| Regno Unito        | 8                   |
| Austria            | 15                  |
| Irlanda            | 15                  |
| Norvegia           | 17                  |
| Francia            | 19                  |
| Germania           | 21                  |
| Nuova Zelanda      | 28                  |
| Svizzera           | 36                  |
| Belgio (Vallonia)  | 60                  |
| Belgio (Fiandre)   | 66                  |
| Paesi Bassi        | 69                  |

## Date di pubblicazione
| Paese                       | Data              | Formato              | Etichetta            |
| --------------------------- | ----------------- | -------------------- | -------------------- |
| Irlanda                     | 3 luglio 2009     | CD, digital download | All Around the World |
| Regno Unito                 | 6 luglio 2009     | CD, digital download | All Around the World |
| Germania, Austria, Svizzera | 17 luglio 2009    | CD, digital download | Zeitgeist, Zooland   |
| Russia                      | 20 luglio 2009    | CD                   | Universal            |
| Stati Uniti                 | 18 agosto 2009    | CD, digital download | Robbins              |
| Francia                     | 7 settembre 2009  | CD, digital download | Universal            |
| Canada                      | 15 settembre 2009 | CD, digital download | Awesome, Robbins     |
| Australia                   | 25 settembre 2009 | CD, digital download | Universal            |
| Paesi Bassi                 | 21 settembre 2009 | Digital download     | Cloud 9 Dance        |
| Paesi Bassi                 | 28 settembre 2009 | CD                   | Armada               |
| Giappone                    | 21 ottobre 2009   | CD, digital download | Pony Canyon          |